# Nicolas Schindelholz
Nicolas Schindelholz (Binningen, 12 febbraio 1988 – Binningen, 18 settembre 2022) è stato un calciatore svizzero, di ruolo difensore.

## Morte
Schindelholz è morto a causa di un cancro ai polmoni il 18 settembre 2022, all'età di 34 anni.

## Carriera

### Club
Cresciuto nelle giovanili del Basilea, esordì in campionato con la formazione riserve che militava nelle serie inferiori del campionato svizzero di calcio e con cui giocò dal 2006 al 2009. Trasferitosi al Thun nell'estate del 2009, il 26 luglio esordì in Challenge League 2009-2010 contro l'Yverdon. Divenuto progressivamente titolare, contribuì alla vittoria del campionato e all'approdo in Super League. Con l'approdo in massima serie perse il posto da titolare, venendo impiegato soprattutto nella formazione riserve. Riuscì ad esordire in Super League solo il 23 settembre 2010, alla nona giornata contro il Bellinzona, fornendo a Stipe Matic l'assist per il temporaneo 1-0; a fine stagione aveva totalizzato sedici presenze in massima serie con la squadra che ottenne l'approdo alle coppe europee.
Così poté esordire nella UEFA Europa League 2011-2012: giocò da titolare le prime quattro gare dei turni preliminari contro Vllaznia e Palermo. Rimase con il Thun fino alla stagione 2016-2017, accumulando oltre cento presenze nella massima serie svizzera. Passò quindi al Lucerna, ma la rottura del legamento crociato lo tenne fuori per quasi tutta la stagione: esordì alla ventottesima giornata proprio contro il Thun entrando a inizio ripresa al posto di Lazar Cirkovic e giocò solo la successiva gara contro il Sion.
Nell'estate del 2018 scese di categoria, facendo ritorno in Challenge League dopo quasi otto anni, con la maglia dell'Aarau, società con la quale concluse la sua carriera.

### Nazionale
Aveva preso parte a una gara amichevole con la selezione Under-20 svizzera.

## Palmarès

### Club
- Challenge League: 1

Thun: 2009-2010